# سیاست روادید جمهوری آرتساخ
بازدیدکنندگان از جمهوری آرتساخ باید روادید بگیرند مگر اینکه اهل یکی از کشورهای معاف از روادید باشند.

## سیاست روادید
شهروندان کشورهای زیر از جمله کشورهای مستقل همسود و کشورهای عضو اتحادیه اروپا می‌توانند بدون روادید از جمهوری آرتساخ بازدید کنند.
| - ارمنستان - بلاروس - قزاقستان - قرقیزستان - مولدووا | - روسیه - تاجیکستان - اوکراین - ازبکستان |  |

علاوه بر کشورهای فوق، شهروندان سه کشور موردمناقشه پساشوروی می‌توانند بدون روادید به آرتساخ سفر کنند. تمامی اعضای کشورهای جامعه برای دموکراسی و حقوق موافقت کرده‌اند که الزامات روادید برای شهروندان خویش را لغو نمایند:
| - آبخاز - اوستیای جنوبی - ترانس‌نیستریا |

شهروندان کشورهای دیگر می‌توانند روادید را در سفارت جمهوری آرتساخ در ارمنستان به دست آورند. در موارد استثنایی، روادید ورودی می‌تواند در وزارت امور خارجه جمهوری آرتساخ در استپاناکرت اعطا شود. روادید توریستی ۲۱ روزه، و روادید چند و چند گانه برای یک، دو یا سه ماه معتبر در دسترس است.
مسافران دارای ویزای جمهوری آرتساخ (منقضی شده یا معتبر) یا مدارک سفر به آرتساخ (مهرها) برای همیشه از ورود به آذربایجان منع می‌شوند.